# Saint-Julien (Jura)
Saint-Julien foi uma comuna francesa na região administrativa de Borgonha-Franco-Condado, no departamento de Jura. Estendia-se por uma área de 12,28 km². Em 2010 a comuna tinha 800 habitantes (densidade: 65,1 hab./km²).
Em 1 de janeiro de 2017, passou a formar parte da nova comuna de Val Suran.